# Agromyza malvaceivora
Agromyza malvaceivora este o specie de muște din genul Agromyza, familia Agromyzidae, descrisă de Seguy în anul 1951.
Este endemică în Madagascar. Conform Catalogue of Life specia Agromyza malvaceivora nu are subspecii cunoscute.